# Samoriadowo (rejon bolszesołdatski)
Samoriadowo (ros. Саморядово) – wieś (ros. деревня, trb. dieriewnia) w zachodniej Rosji, centrum administracyjne sielsowietu samoriadowskiego w rejonie bolszesołdatskim obwodu kurskiego.

## Geografia
Miejscowość położona jest nad rzeką Worobża, 11,5 km od centrum administracyjnego rejonu (Bolszoje Sołdatskoje), 71 km od Kurska.

## Demografia
W 2010 r. miejscowość zamieszkiwało 309 osób.